# Grammitis magellanica
Grammitis magellanica är en stensöteväxtart som beskrevs av Nicaise Augustin Desvaux. Grammitis magellanica ingår i släktet Grammitis och familjen Polypodiaceae. Utöver nominatformen finns också underarten G. m. nana.